# 龍峰寺
龍峰寺（りゅうほうじ）は、神奈川県海老名市国分北にある臨済宗建長寺派の寺院。寺紋は「丸に笹竜胆」と「北条鱗」。

## 歴史
龍峰寺は、円光大照禅師によって室町時代初期（南北朝時代）の1341年（南朝：興国2年、北朝：暦応4年）に現在の海老名市立海老名中学校（国分南3丁目）のあたりに創建され、昭和初期に清水寺（せいすいじ）の寺地に当たる現在地に移された。
清水寺は1689年（元禄2年）大松原山上近くに移され、現在は龍峰寺に管理が委ねられている。

## 文化財

### 重要文化財（国指定）
- 木造千手観音立像 - 鎌倉時代初期。像高192cm。もと清水寺の本尊であった。42本の手のうちの2本を頭上で組む像容は、京都の清水寺本尊像と共通するもので、「清水寺形千手観音」と称されるものである。一木造であるが、面部を仮面状に矧ぎ、玉眼を嵌入する特異な構造になる。御開帳は1月1日と3月17日。

## 所在地
- 神奈川県海老名市国分北2-13-14

- 座間［北西］ - 地理院地図
- 瑞雲山龍峰寺 - Google マップ